# Staged
Staged è una serie televisiva britannica di genere commedia, ambientata durante il lockdown della pandemia COVID-19 e filmata utilizzando la tecnologia di videoconferenza. La serie è stata presentata in anteprima il 10 giugno 2020 su BBC One.

## Trama
La prima stagione, girata nel 2020, quando la pandemia causata dal COVID-19 costringe la popolazione mondiale a sospendere le attività lavorative (se non per via digitale) e rinchiudersi in casa, vede una versione romanzata degli attori Michael Sheen e David Tennant, che prima del lockdown stavano preparando una performance di Sei personaggi in cerca d'autore  di Luigi Pirandello, cercare di portare avanti le prove online da casa, in attesa che i teatri riaprano. I due intanto devono fare i conti con la situazione disagevole, i familiari, colleghi e devono gestire il proprio ego e la loro amicizia.
La seconda stagione segue i "veri" Michael e David dopo il successo della prima stagione di Staged. Intanto Simon, il regista, inizia a lavorare su un remake americano della prima stagione, ma a Michael e David non viene chiesto di riprendere i loro ruoli.
La terza stagione inizia con Simon che cerca di convincere Michael e David ad accettare di recitare in una versione natalizia di Sei personaggi in cerca d'autore  ed, in seguito, di A Christmas Carol di Charles Dickens. La serie si trasforma poi in un falso documentario intitolato Backstaged, che mostra il dietro le quinte dello show.

## Personaggi

### Principali
- Michael Sheen interpreta se stesso; attore noto sia al cinema che in televisione, collega e amico di David, con cui ha recitato anche nella miniserie Good Omens.
- David Tennant interpreta se stesso; attore noto soprattutto in televisione e a teatro, collega e amico di Michael, con cui ha recitato anche nella miniserie Good Omens.
- Simon Evans interpreta se stesso; il regista dello spettacolo a cui partecipano David e Michael, di carattere molto insicuro e nervoso a causa della pressione per la recita.
- Georgia Tennant interpreta se stessa; la moglie di David e amica di Anna.
- Anna Lundberg interpreta se stessa; la compagna di Michael, con cui vive assieme, e amica di Georgia.
- Lucy Eaton interpreta se stessa; la sorella di Simon, che vive assieme a lei.

### Secondari
- Nina Sosanya interpreta Jo; severa finanziatrice dello spettacolo di Simon.
- Rebecca Gage interpreta Janine; l'assistente di Jo (solo voce).
- Samuel L. Jackson interpreta se stesso; un collega di David e Michael, precedentemente gli era stato offerto il ruolo di Michael nello spettacolo.
- Adrian Lester interpreta se stesso.
- Judi Dench interpreta se stessa.

## Episodi
Tutti gli episodi sono stati diretti e scritti da Simon Evans.

### Prima stagione
| n° | Titolo                         | Prima trasmissione |
| -- | ------------------------------ | ------------------ |
| 1  | Cachu Hwch                     | 10 giugno 2020     |
| 2  | Up To No Good                  | 10 giugno 2020     |
| 3  | Who The F#!k Is Michael Sheen? | 17 giugno 2020     |
| 4  | Bara Brith                     | 17 giugno 2020     |
| 5  | Ulysses                        | 24 giugno 2020     |
| 6  | The Cookie Jar                 | 24 giugno 2020     |

### Seconda stagione
| n° | n° | Titolo                               | Prima trasmissione |
| -- | -- | ------------------------------------ | ------------------ |
| 7  | 1  | Saddle Up Sheen                      | 4 gennaio 2021     |
| 8  | 2  | Long Time, No See                    | 5 gennaio 2021     |
| 9  | 3  | The Dirty Mochyns                    | 11 gennaio 2021    |
| 10 | 4  | Woofty Doofty, David                 | 12 gennaio 2021    |
| 11 | 5  | The Warthog and the Mongoose, Part 1 | 18 gennaio 2021    |
| 12 | 6  | The Warthog and the Mongoose, Part 2 | 19 gennaio 2021    |
| 13 | 7  | The Loo Recluse                      | 25 gennaio 2021    |
| 14 | 8  | Until They Get Home                  | 26 gennaio 2021    |

### Episodio speciale
| n° | n° | Titolo                                            | Prima trasmissione |
| -- | -- | ------------------------------------------------- | ------------------ |
| 15 | 1  | Happy New Year from David Tennant & Michael Sheen | 31 dicembre 2021   |

### Terza stagione
| n° | n° | Titolo              | Prima trasmissione |
| -- | -- | ------------------- | ------------------ |
| 16 | 1  | Is There a Version? | 24 novembre 2022   |
| 17 | 2  | Who's Playing Who?  | 24 novembre 2022   |
| 18 | 3  | Past                | 24 novembre 2022   |
| 19 | 4  | Present             | 24 novembre 2022   |
| 20 | 5  | Future              | 24 novembre 2022   |
| 21 | 6  | Knock, Knock        | 24 novembre 2022   |